# Astèrix i la sorpresa del Cèsar
Astèrix i la sorpresa del Cèsar (títol original: Astérix et la Surprise de César) és una pel·lícula d'animació francesa de Gaëtan i Paul Brizzi, estrenada l'any 1985. Ha estat doblada al català per TV3 l'1 de gener de 1995, i en valencià per a Canal Nou el 48 d'abril de 1991.
És la primera pel·lícula produïda per l'estudi Astérix creat per la Gaumont. El guió és una adaptació dels àlbums Astèrix legionari (1964) i Astèrix gladiador (1967) de René Goscinny i Albert Uderzo.

## Argument
Obélix cau sota l'encant de la bella Falbala quan aquesta torna al poble. Però l'arribada del seu promès Tragicomix posa final al seu idil·li solitari. Més tard, la captura de la parella pels romans porta Astérix i Obélix a donar-los auxili en un periple que els conduirà de Condate (Rennes) i Massilia (Marsella) fins al Coliseu, a Roma, passant per l'Àfrica Sahariana.

## Repartiment (veu)
| Personatge           | Veu original                  | Veu catalana          | Veu valenciana |
| -------------------- | ----------------------------- | --------------------- | -------------- |
| Astèrix              | Roger Carel                   | Xavier de Llorens     | Edu Borja      |
| Obèlix               | Pierre Tornade                | Albert Díaz           | –              |
| Caius Obtús          | Pierre Mondy                  | Enric Arquimbau       | –              |
| Juli Cèsar           | Serge Sauvion                 | Jordi Vilaseca        | –              |
| Panoràmix            | Henri Labussière              | Viçens Manel Domènech | –              |
| Decurió Closca Durus | Roger Lumont                  | Joan Velilla          | –              |
| El centurió          | Michel Barbey                 | José Félix Pons       | –              |
| Falbala              | Séverine Morisot              | Carme Alarcón         | –              |
| Falbala              | Danielle Licari (veu cantada) |                       |                |
| Tragicòmix           | Thierry Ragueneau             | Albert Roig           | –              |
| Acopdegarròtix       | Jean-Pierre Darras            | Manuel Lázaro         | –              |
| Decurió Superbus     | Patrick Préjean               | Amadeu Aguado         | –              |
| Cuiner               | Pierre Mirat                  | Emili Freixas         | –              |
| Farfelus             | Philippe Dumat                | Ferran Llavina        | –              |

## Premis i nominacions
- 1987: Golden Screen

## Al voltant de la pel·lícula
- Destacar diversos anachronismes, ja que el Coliseu no va ser construït fins al regnat de l'emperador Vespasià, o sigui més d'un segle després de la mort de Juli Cèsar. A més, aquest últim és anomenat « emperador » en la pel·lícula, és a partir d'August (fill adoptiu de César) que els caps suprems de Roma portaran aquest títol.
- El físic del decurió Superbus és inspirat en Sciencinfus aparegut en el album de dibuixos Astèrix a Còrsega. El del centurió Terminus ho és en el centurió Gazpachoandalus, en el mateix album, i que és una caricatura de Pierre Tchernia. El físic del centurió Vapetibus és inspirat en el centurió Aérobus, aparegut en La zitzània, que resulta ser una caricatura de Lino Ventura.